# Otto Pfeiffer

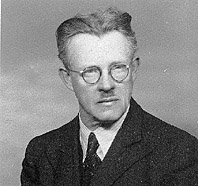
Otto Pfeiffer

Otto Pfeiffer (Mülhausen (Mulhouse), 5 november 1882 – Saargemünd, 6 november 1955) was een kunstschilder afkomstig uit de Elzas, tijdens zijn geboorte Duits en tegenwoordig Frans grondgebied.
Het werk van Otto Pfeiffer vertegenwoordigt de romantisch centraal Europese school en door de fascinatie van de kunstenaar voor de natuur, richtte hij zich voornamelijk op natuurtaferelen. Pfeiffer was gespecialiseerd in de fijnschildertechniek, maar evolueerde tijdens zijn leven naar een meer impressionistische penseelstreek.
Naast zijn activiteiten als kunstschilder was hij ontwerper voor dessins op kristallen voorwerpen zoals vazen, karaffen en glazen. Hij was eigenaar van een kristalatelier waar een team van kunstenaars voor hem werkte.
Het Otto-Pfeiffer-Museum in Freusburg, een plaats in Duitsland waar Otto's moeder is geboren, vertegenwoordigt de kunst van Otto Pfeiffer en er zijn enkele vazen te bezichtigen die door hem zijn ontworpen en beschilderd. Veel werken van Otto Pfeiffer zijn ondergebracht in privécollecties en een aantal werken hangen in musea in de Verenigde Staten, Duitsland, Frankrijk en Italië.

## Levensloop
Pfeiffer werd geboren in 1882 te Mülhausen, destijds Duits grondgebied, tegenwoordig behorend tot Frankrijk. Op vierjarige leeftijd begon hij verdienstelijk te tekenen; hij besteedde hier zoveel tijd aan, dat het zijn vader ergerde. Zijn vader vond het beter dat Otto wat vaker in de buitenlucht vertoefde en met andere kinderen speelde. Naarmate Otto ouder werd en zijn passie voor het tekenen grotere vormen begon aan te nemen, verbood zijn strenge vader hem om te tekenen.
Dat passie zich niet laat beteugelen blijkt uit het feit dat Otto Pfeiffer op 16-jarige leeftijd de ouderlijke woning verliet en ging studeren aan de kunstacademie te Straatsburg. In zijn levensonderhoud voorzag hij door allerlei baantjes aan te nemen. Na zijn studie in Straatsburg ging hij naar Wenen. Daar aangekomen ging hij direct naar de academie, waar hij zou kennismaken met Professor Klaus. Professor Klaus ontfermde zich vanaf dat moment over hem, omdat hij een groots talent in Otto herkende. Door bemiddeling van Professor Klaus kreeg Otto een aanstelling als ontwerper in een fabriek waar stoffen gemaakt werden. Er werd aan hem een goed salaris geboden, waarop Otto zijn verloofde Rosalie kon laten overkomen naar Wenen. Hij trouwde met haar en er werden drie kinderen geboren; twee zoons, Walter en Willy en een dochtertje Margarethe. Zijn leven werd een uitputtingslag; overdag werkte hij in de fabriek, 's nachts schilderde hij en hij werkte aan opdrachten voor de academie. Zijn gezondheid ging achteruit en zijn arts raadde hem aan Wenen te verlaten.
Tijdens een reis door Tsjecho-Slowakije kwam Otto door toeval terecht in Haida (tegenwoordig Nový Bor). Hij vond het hier zo mooi, dat hij besloot met zijn gezin naar Haida te verhuizen. Het betekende een enorme ommezwaai om van het mondaine Wenen naar een klein dorpje op het platteland te verhuizen. Daar aangekomen begon hij met een atelier waar kristalglas werd gemaakt en beschilderd. Het bedrijfje bloeide en begon bekend te worden. Edvard Beneš bezocht het atelier en kocht vazen, die door Otto Pfeiffer waren beschilderd. Ministers en andere hoogwaardigheidsbekleders volgden en Otto Pfeiffers naam was gevestigd. Hij stelde een Chef d'Atelier aan, die zich ging bezighouden met alle zakelijke beslommeringen. Otto Pfeiffer ging zich meer wijden aan de schilderkunst. In de periode 1920 tot 1930 zouden belangrijke kunstwerken ontstaan, vooral de prachtige landschappen in Novy Bor, het toenmalige Haida.
Toen Tomáš Masaryk, president en grondlegger van de Republiek Tsjechslowakije werk van hem begon aan te kopen, was ook zijn naam als kunstschilder gevestigd.

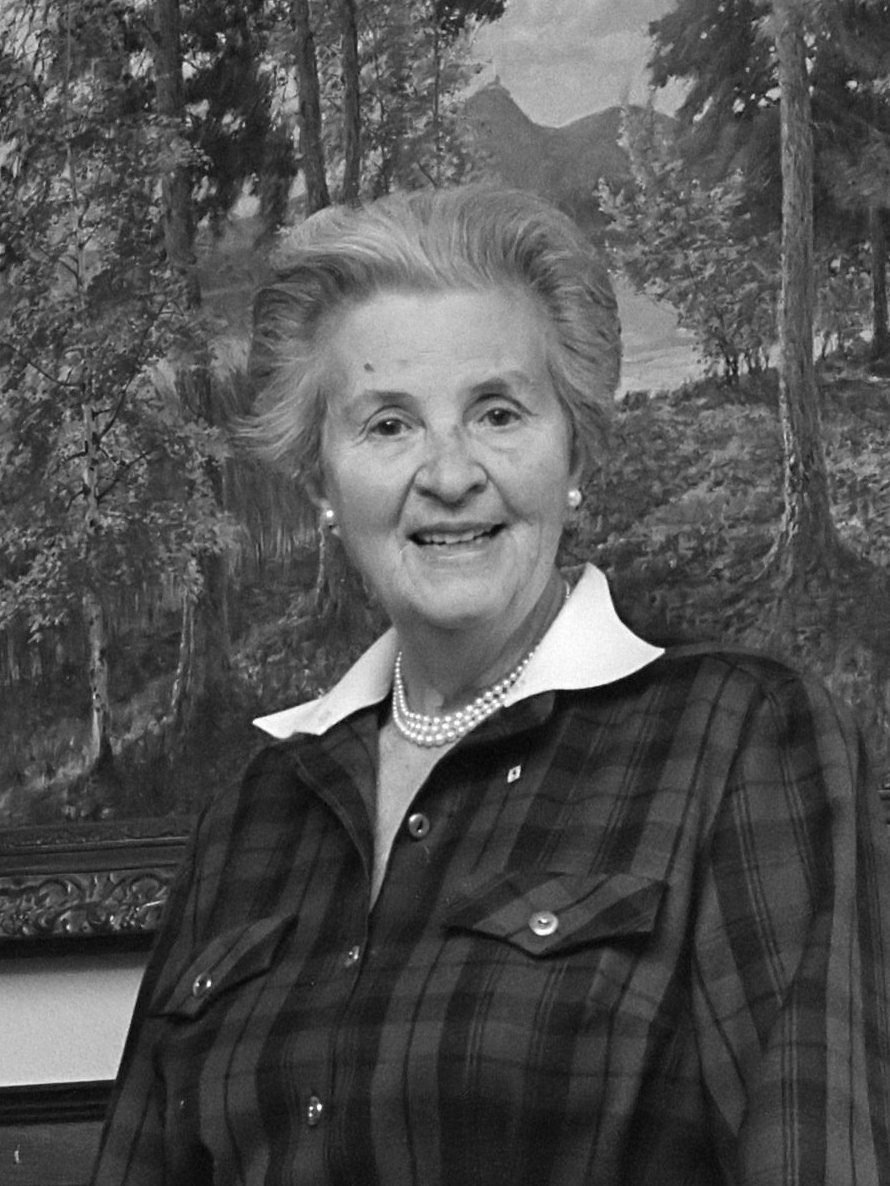
Margarethe Gerth-Pfeiffer (1985)

Zijn dochter Margarethe organiseerde tentoonstellingen door geheel Europa. Zo ook vlak voor de Tweede Wereldoorlog in Amsterdam. In het Victoria Hotel te Amsterdam werd een tentoonstelling georganiseerd. Binnen een week waren al zijn werken verkocht. Margarethe leerde in Amsterdam de Nederlandse kunstschilder Henk Gerth kennen. Dit zou ertoe leiden dat Margarethe de rest van haar leven in Amsterdam bleef wonen. Uit dit huwelijk werd zoon Werner geboren, het enige kleinkind van Otto Pfeiffer. Otto Pfeiffer zou Nederland veel gaan bezoeken. Ook hier heeft hij veel geschilderd. Aan het IJsselmeer, in de duinen en het aquarium in dierentuin Artis, te Amsterdam.
Na de Tweede Wereldoorlog werd Tsjecho-Slowakije bezet door de Russen. Er heerste chaos, anarchie en rechteloosheid wat aanleiding was voor Otto Pfeiffer en zijn gezin om te vluchten naar de Elzas in Frankrijk. Ze kwamen terecht in Lemberg, nabij Bitche. Daar kon Otto Pfeiffer een aanstelling krijgen als ontwerper aan de "Kristallerie Lorraine". 
Pfeiffer heeft gedurende zijn leven veel gereisd, geschilderd en geëxposeerd in Oostenrijk, Duitsland, Frankrijk, Polen, Tsjecho-Slowakije en Nederland.
Zijn dochter Margarethe heeft 50 jaar van haar leven gewijd aan het wereldwijd exposeren van het werk van haar vader. Later heeft zij een expeditie op touw gezet om werk van haar vader terug te kopen teneinde een museum te stichten wat gerealiseerd werd in 1996 en mede dankzij de Foerderverein van Freusburg tot stand is gebracht.
In het museum is ook kunst te bezichtigen van Henk Gerth, de schoonzoon van Otto Pfeiffer.
Na het overlijden van Margarethe in 2007 hebben haar zoon Werner Gerth en zijn vrouw Marie Jeanne Isabelle de taak op zich genomen om het werk van Margarethe voort te zetten.
Otto Pfeiffer overleed op 6 november 1955 en werd begraven in Sarreguemines, Frankrijk.

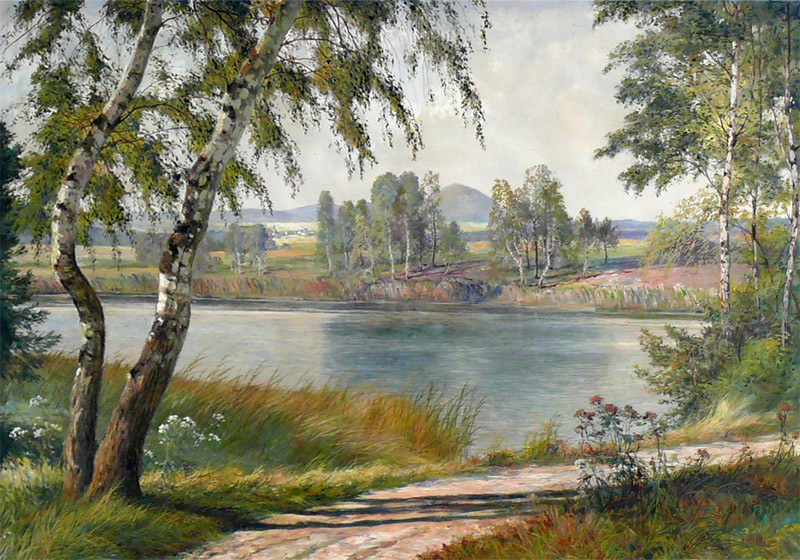
Otto Pfeiffer, Landschap in Nový Bor